# Cerkiew Ofiarowania Najświętszej Maryi Panny w Łuczycach
Cerkiew Ofiarowania Najświętszej Maryi Panny w Łuczycach – drewniana parafialna cerkiew greckokatolicka, znajdująca się w Łuczycach.

## Historia
Zbudowana w 1856 jako pierwsza cerkiew we wsi i stanowiła filię greckokatolickiej parafii w Krównikach. Po wysiedleniu ludności ukraińskiej w latach 1947–91 stała opuszczona, zdewastowana i pozbawiona wyposażenia. Dekretem biskupa Jana Martyniaka z 14 września 1991 utworzono w Łuczycach parafię greckokatolicką. Cerkiew pw. Ofiarowania Najświętszej Maryi Panny w Łuczycach zrekonstruowano w latach 1992–94.

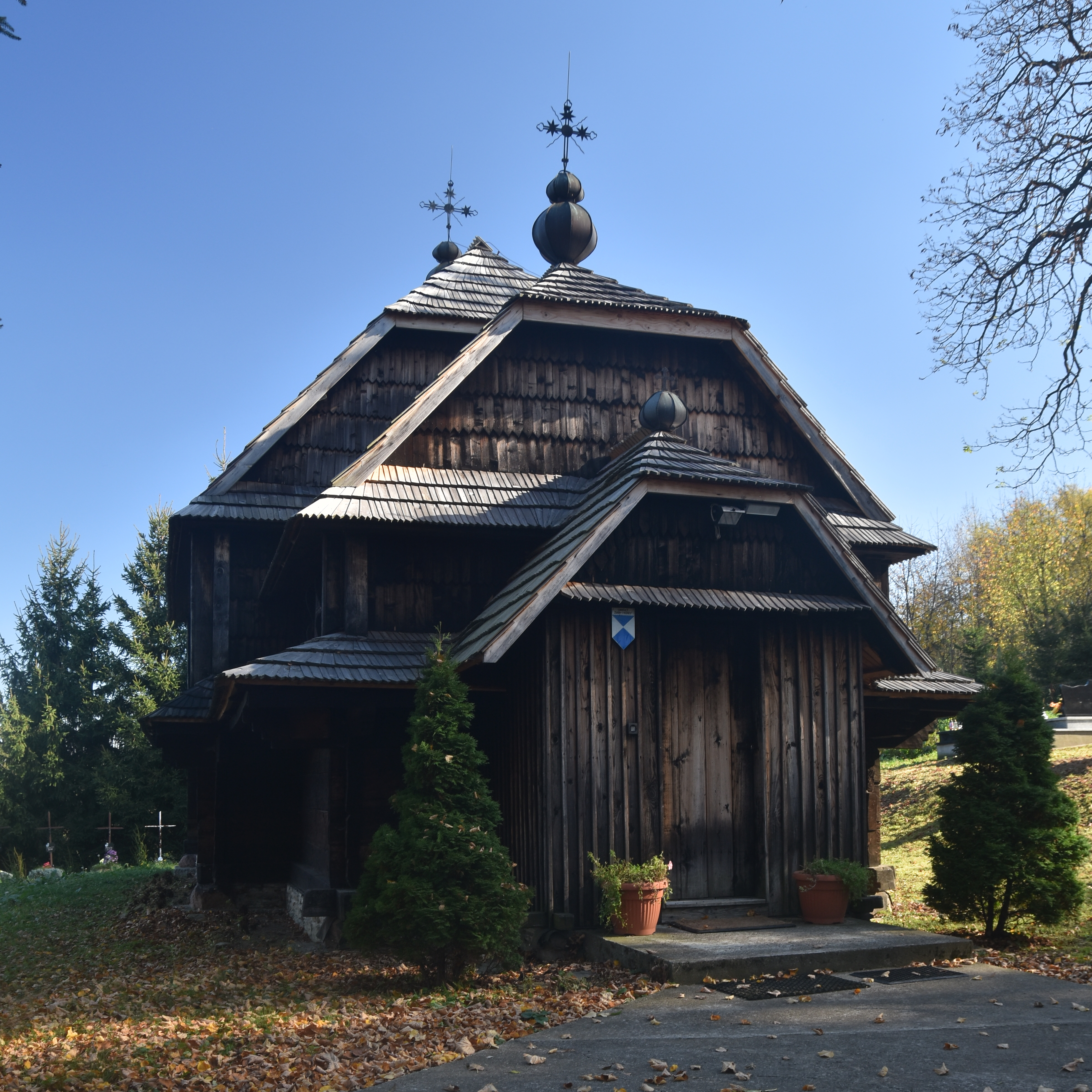
Elewacja frontowa
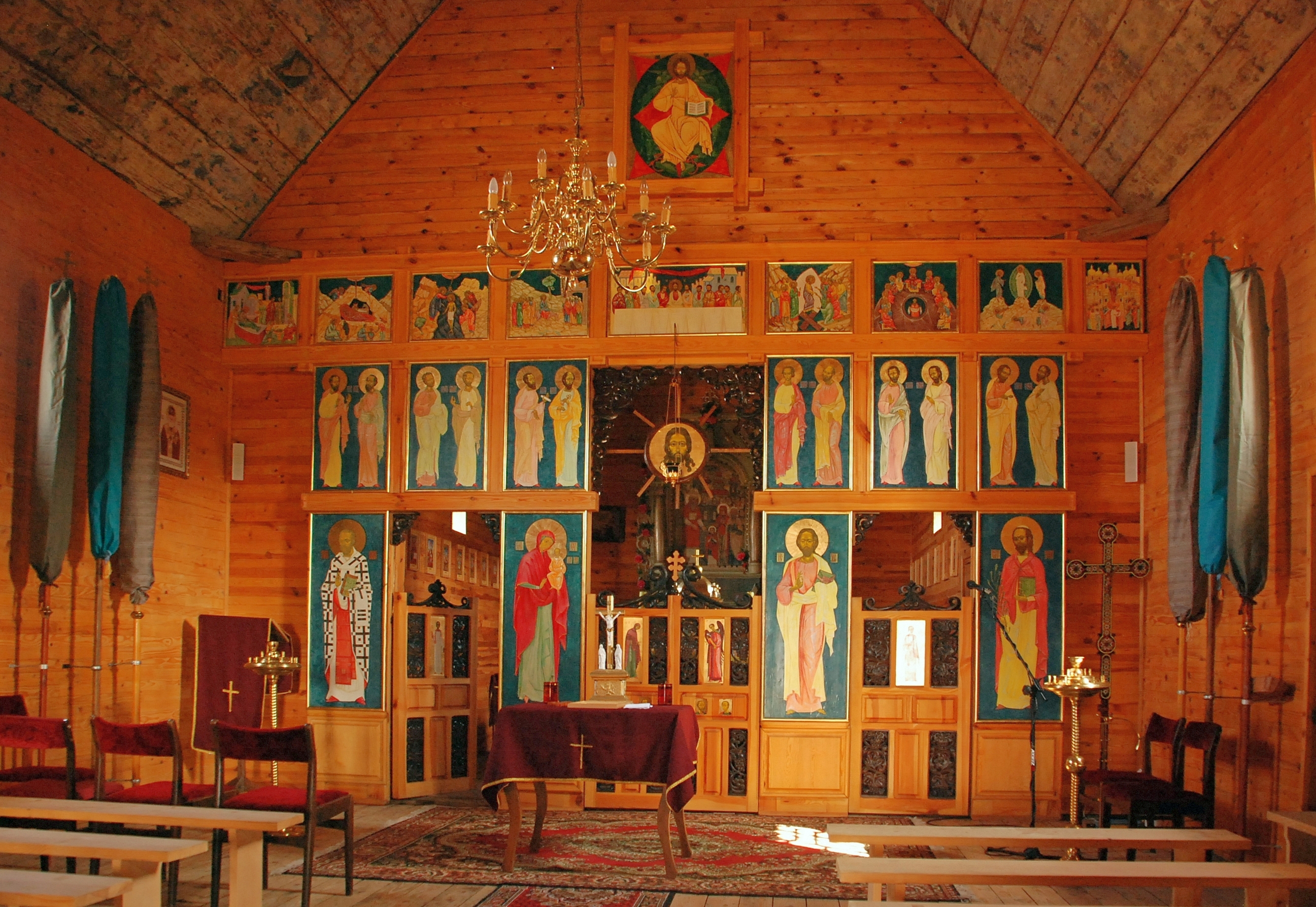
Wnętrze
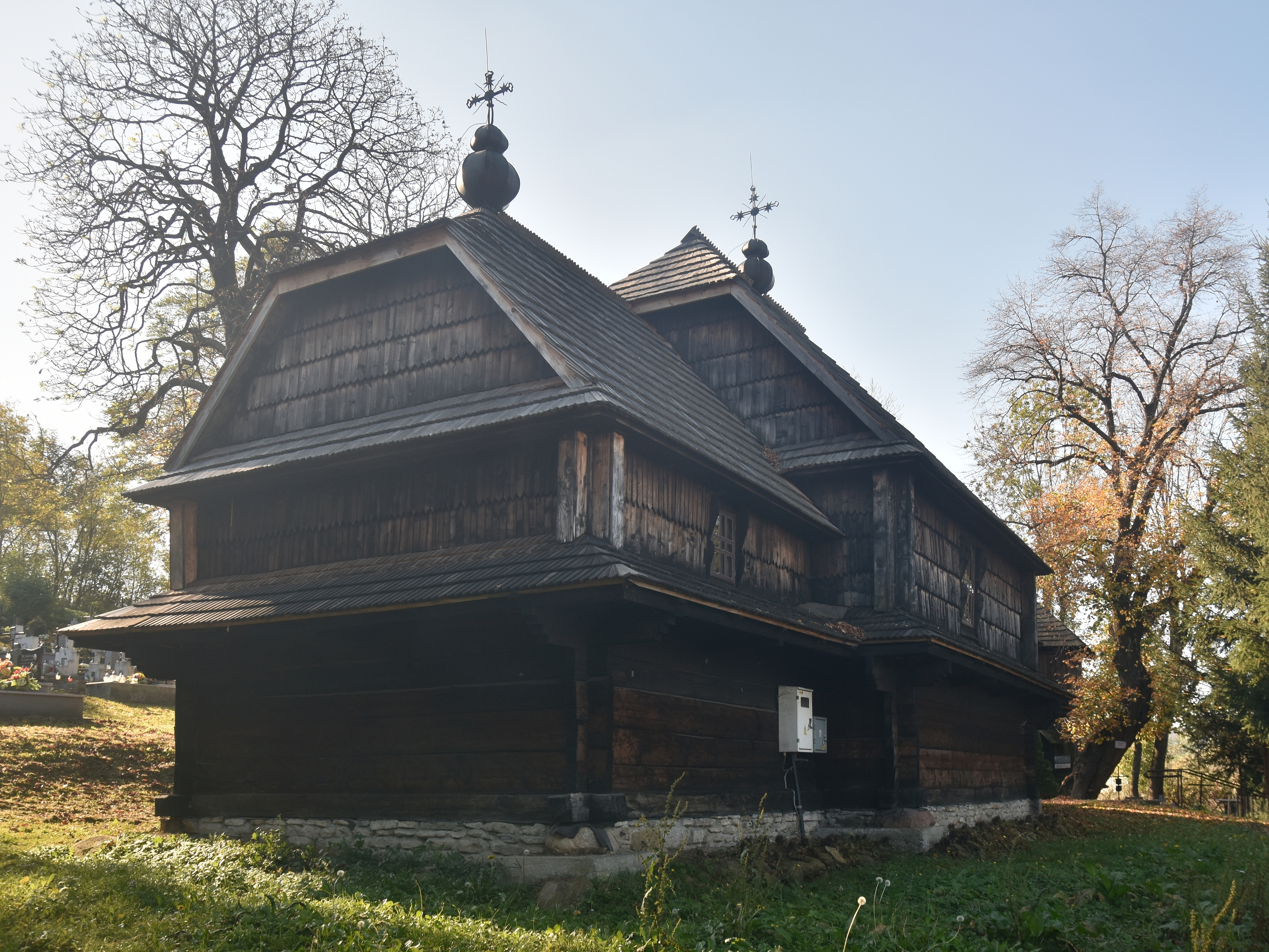
Elewacja wschodnia

## Architektura i wyposażenie
Budowla drewniana konstrukcji zrębowej, trójdzielna, otoczona daszkiem okapowym. Prezbiterium mniejsze od nawy. Każda część nakryta oddzielnymi dachami naczółkowymi zwieńczonymi niewielkimi cebulastymi bańkami.
We wnętrzu cerkwi znajduje się ikonostas z XIX w. i kilka chorągwi procesyjnych.

## Otoczenie świątyni
Obok cerkwi znajduje się drewniana dzwonnica szkieletowa z 1866 z krytym dachem brogowym, oraz cmentarz przycerkiewny, także wpisane do rejestru zabytków.

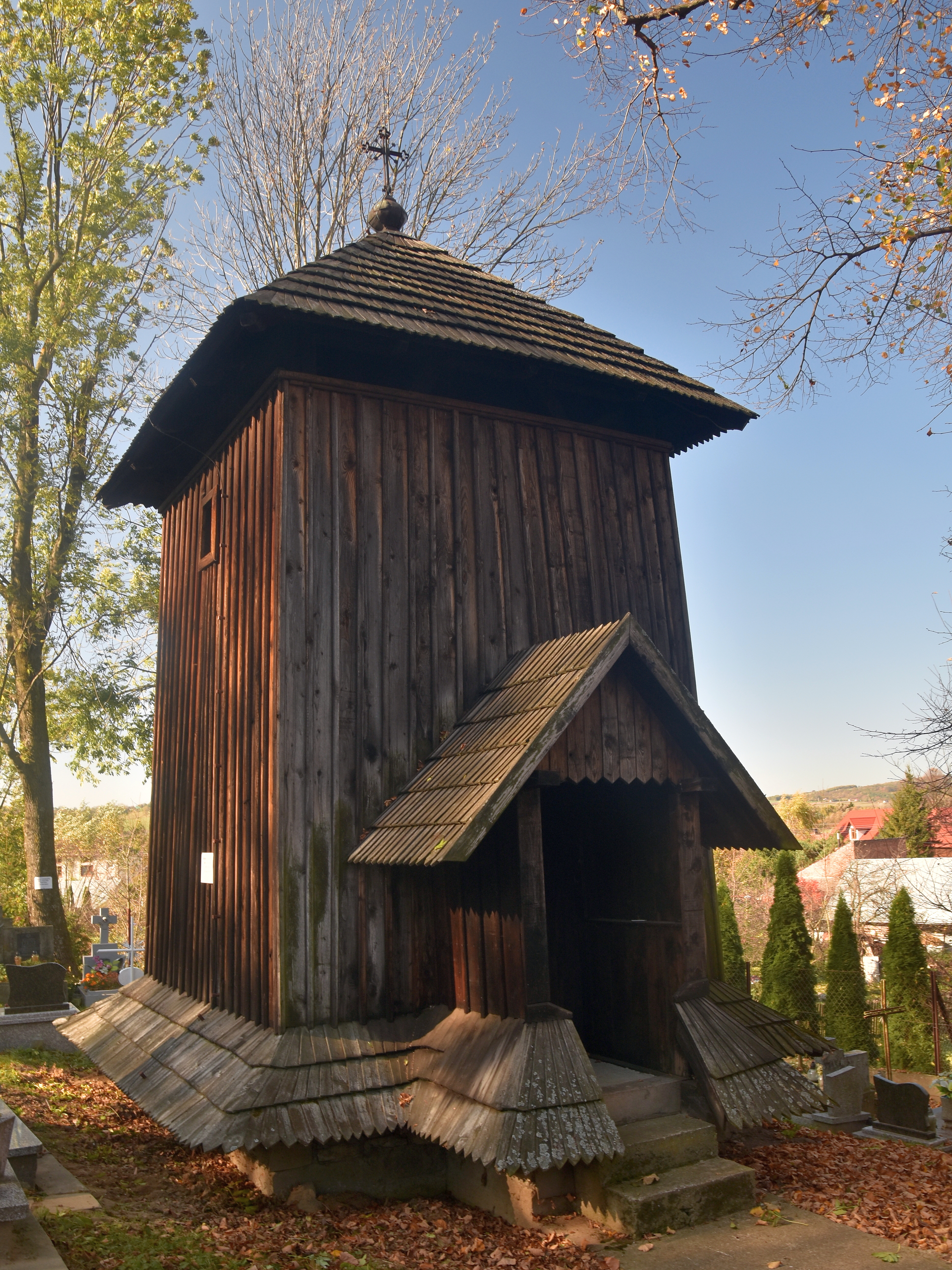
Dzwonnica
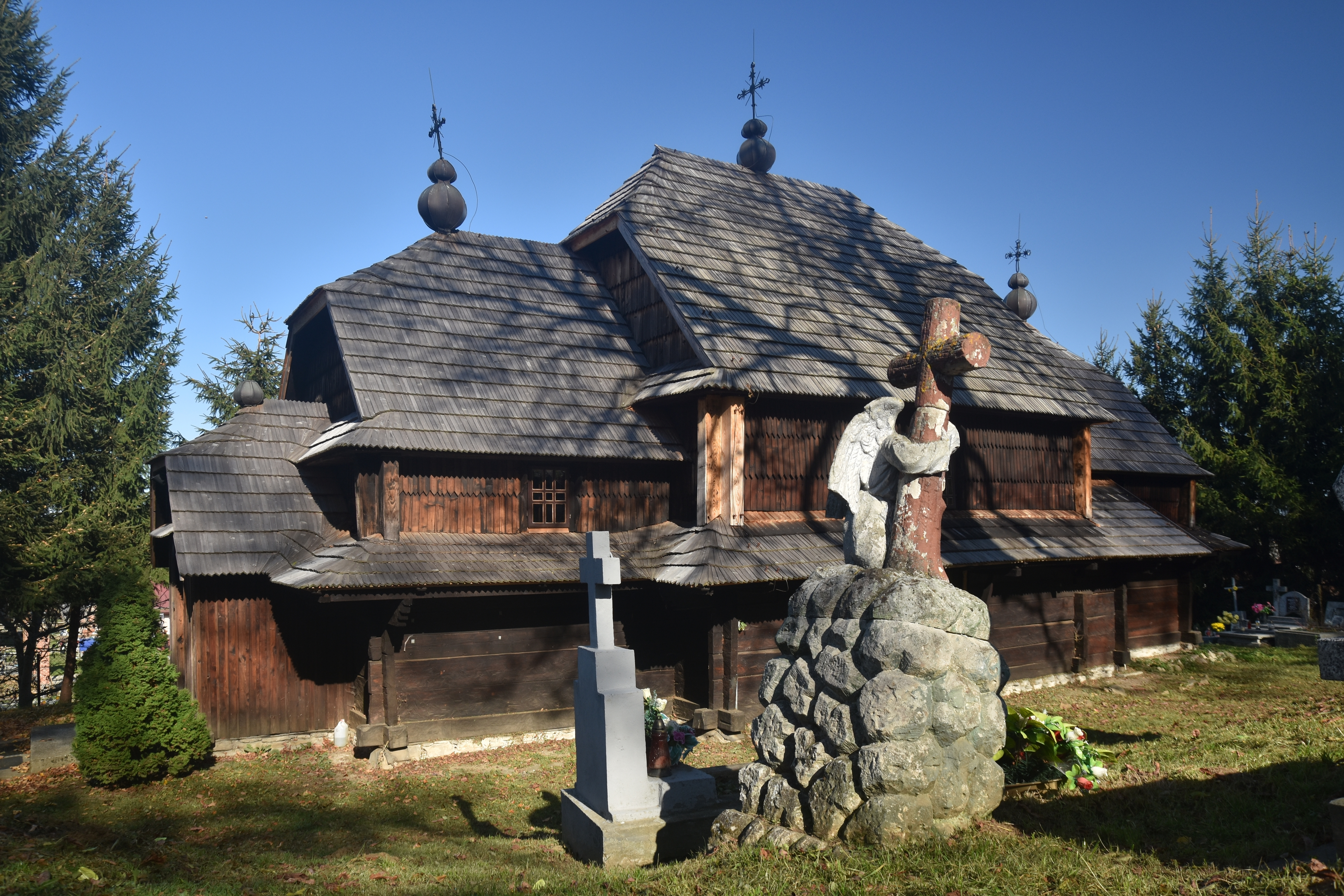
Otoczenie
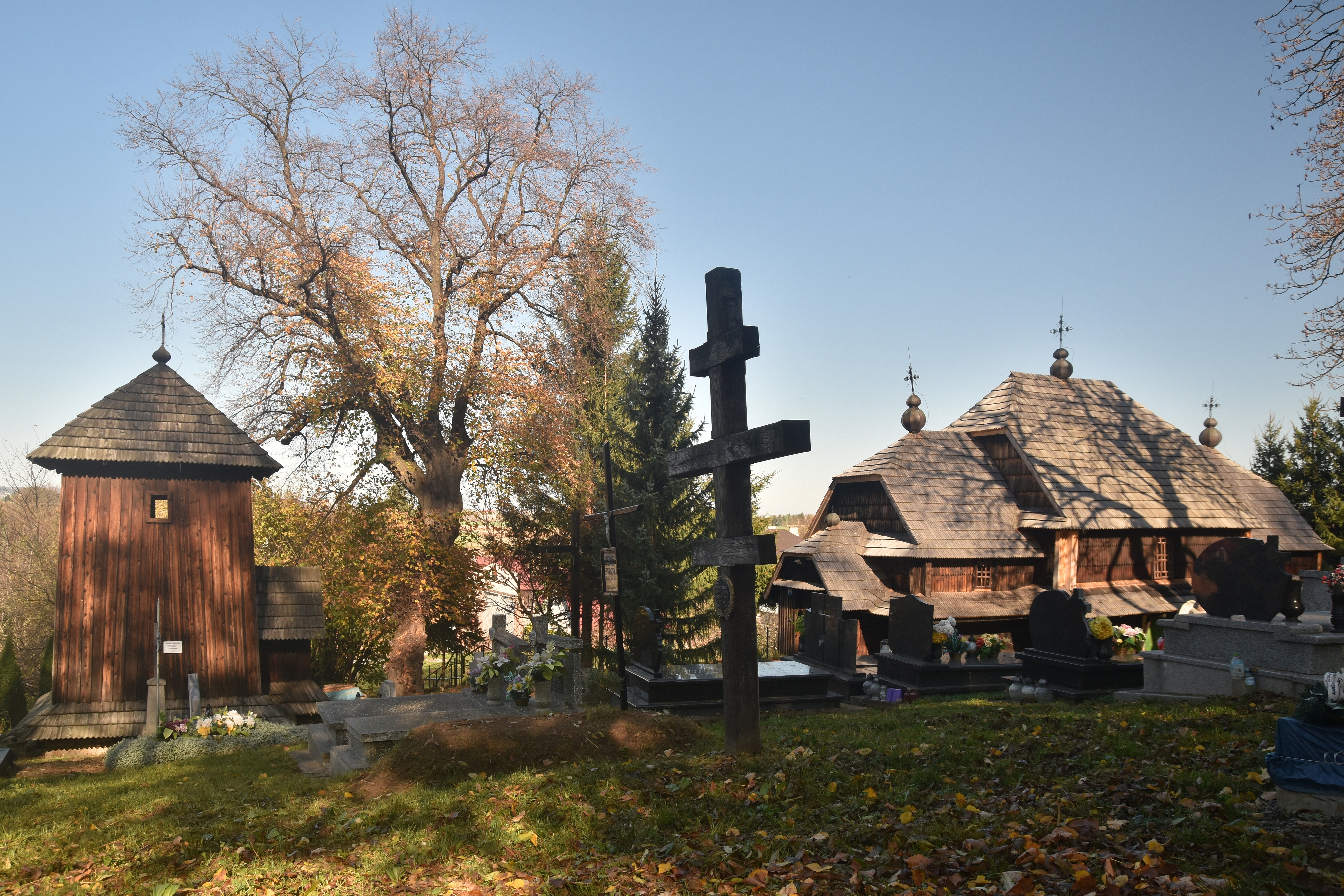
Widok ogólny